# Ramljane (Muć)
Ramljane falu Muć községben Horvátországban Split-Dalmácia megyében.

## Fekvése
Split központjától légvonalban 25, közúton 42 km-re északra, községközpontjától 8 km-re északnyugatra, a Dalmát Zagora központi részén, a Moseć hegység északkeleti lábánál, az 56-os számú főút mentén fekszik. Településrészei: Kvartiri és Sedlari

## Története
A település 1528-ban a Boszniai szandzsák defterében szerepel először 17 családdal a Grubišić család birtokaként. A török elűzése után a ferencesek 1687-ben főként az észak-hercegovinai Rámából, a mai Prozor-Rama vidékéről származó katolikus horvátokkal telepítették be. A rámaiak magukat ramcinak nevezték, a környező lakosság azonban ramljacinak nevezte őket. A Ramljane név valószínűleg egy Ramljani nemzetségnévből fejlődött ki. A török alóli felszabadulást követően 204 hívőt számláltak a településen. 1797-ben a Velencei Köztársaság megszűnésével a település a Habsburg Birodalom része lett. 1806-ban Napóleon csapatai foglalták el és 1813-ig francia uralom alatt állt. Napóleon bukása után ismét Habsburg uralom következett, mely az első világháború végéig tartott. A település már a 18. században az ogorjei plébániához tartozott. 1806-ban azonban a postinjaiak és a ramljaniak összefogtak, hogy elszakadjanak az ogorjei plébániától és saját plébániát alapítsanak. A francia hatóságok elleni lázadás után a település átmenetileg községközponttá is vált. Az Ogorjétól való végleges elszakadás csak 1882-ben jött létre, amikor a település Zlopoljéhoz került. 1982-ben végül megalapították a crivac-ramljanei plébániát. A falunak 1857-ben 452, 1910-ben 548 lakosa volt. Az első világháború után rövid ideig az Olasz Királyság, ezután a Szerb-Horvát-Szlovén Királyság, majd Jugoszlávia része lett. A második világháború idején olasz csapatok szállták meg. A háború után a település a szocialista Jugoszlávia része lett. 1991-től a független Horvátországhoz tartozik. Lakossága 2011-ben 167 fő volt.

## Lakosság
| Lakosság változása | Lakosság változása | Lakosság változása | Lakosság változása | Lakosság változása | Lakosság változása | Lakosság változása | Lakosság változása | Lakosság változása | Lakosság változása | Lakosság változása | Lakosság változása | Lakosság változása | Lakosság változása | Lakosság változása | Lakosság változása |
| ------------------ | ------------------ | ------------------ | ------------------ | ------------------ | ------------------ | ------------------ | ------------------ | ------------------ | ------------------ | ------------------ | ------------------ | ------------------ | ------------------ | ------------------ | ------------------ |
| 1857               | 1869               | 1880               | 1890               | 1900               | 1910               | 1921               | 1931               | 1948               | 1953               | 1961               | 1971               | 1981               | 1991               | 2001               | 2011               |
| 452                | 461                | 483                | 454                | 533                | 548                | 548                | 554                | 630                | 621                | 539                | 508                | 324                | 274                | 223                | 167                |

## Nevezetességei
Keresztelő Szent János tiszteletére szentelt római katolikus temploma valószínűleg nem sokkal a török uralom alóli felszabadulás után, a 17. század végén épült. Ez a templom azonban idővel kicsinek bizonyult, ezért a hívek 1757-ben kérvényezték a püspöktől, hogy engedélyezze a templom bővítését. A következő egyházlátogatáskor 1760-ban a templom már bővítve volt. A homlokzatra 1788-ban építették a harangtornyot a két haranggal. A kőből épített főoltárt 1954-ben emelték és erre helyezték Szent János régi szobrát. A hajóban még két szobor áll, a Kármelhegyi boldogasszony és Szent Jakab apostol alakjával. A falon látható Feltámadt Krisztus Szent Mária Magdolnával gobelin 1978-ban ajándékként került a templomba. A templomban két régi fakereszt és egy 18. századi ezüst velencei körmeneti kereszt található. Az épület utolsó megújítása 1976-ban történt. Körülötte temető található.